# Национални парк Јелоустоун
Јелоустоун (енгл. Yellowstone) је национални парк Сједињених Америчких Држава који се простире на подручјима три западноамеричке савезне државе: Вајоминг, Монтана и Ајдахо.

## Опште
Јелоустоун парк је најстарији светски Национални парк утемељен 1. марта 1872. године. Распростире се на 8 987 km² великом подручју а највећим делом на северозападу савезне државе Вајоминг на тромеђи са савезним државама Монтана и Ајдахо. Парк је познат по својим гејзирима, топлим изворима, супер вулкану и осталим геотермалним карактеристикама. Најпознатији светски гејзир Стари Верни налази се управо у Јелоустоун парку.

## Назив
Назив парка потиче од имена реке Јелоустоун коју су француски трапери због жутих литица Јелоустоун Гранд Кањона (који није у никаквој вези са великим и познатијим Гранд Кањоном у Аризони) прозвали Roche Jaune, да би амерички трапери после тај назив превели на енглески Јелоустоун.

## Географски подаци
Око 96% површине парка Јелоустоун се налази у савезној држави Вајоминг, 3 посто у савезној држави Монтана а преосталих 1 посто у савезној држави Ајдахо. Парк је од севера према југу дугачак око 102 km, а од запада према истоку око 87 km ваздушне линије. Површином од 8 987 km² надмашује величину двеју савезних држава Роуд Ајланд и Делавер заједно.
Реке и језера покривају око 5 посто површине парка, а највећа водена површина је језеро Јелоустоун. Језеро Јелоустоун је 122 метра дубоко а његова обала је дугачка око 177 km.
Јелоустоун парк се налази на платоу који је на око 2 400 метара просјечне надморске висине. Највиша кота парка је врх Игл на 3 462 метра, а најнижа је Рис Крик на 1 610 метара надморске висине. Парк окружују бројне планине а најистакнутији врх је Моунт Вашбурн са својих 3 122 m висине.
У парку се налази једна од највећих светских окамењених шума, која је састављена од стабала која су се, након што су у давној прошлости била затрпана пепелом и земљом, из дрва претворила у минерализоване материјале.
Јелоустоун парк такође обилује воденим слаповима од 4,5 па до 94 m висине колико је висок највиши слап. У парку су смештена и два кањона Луисов Кањон кроз који протиче река Луис и Гранд Кањон кроз који протиче река Јелоустоун.

## Клима
| Клима Јелоустоунског језера, 1991–2020 нормале, екстреми 1904–садашњост | Клима Јелоустоунског језера, 1991–2020 нормале, екстреми 1904–садашњост | Клима Јелоустоунског језера, 1991–2020 нормале, екстреми 1904–садашњост | Клима Јелоустоунског језера, 1991–2020 нормале, екстреми 1904–садашњост | Клима Јелоустоунског језера, 1991–2020 нормале, екстреми 1904–садашњост | Клима Јелоустоунског језера, 1991–2020 нормале, екстреми 1904–садашњост | Клима Јелоустоунског језера, 1991–2020 нормале, екстреми 1904–садашњост | Клима Јелоустоунског језера, 1991–2020 нормале, екстреми 1904–садашњост | Клима Јелоустоунског језера, 1991–2020 нормале, екстреми 1904–садашњост | Клима Јелоустоунског језера, 1991–2020 нормале, екстреми 1904–садашњост | Клима Јелоустоунског језера, 1991–2020 нормале, екстреми 1904–садашњост | Клима Јелоустоунског језера, 1991–2020 нормале, екстреми 1904–садашњост | Клима Јелоустоунског језера, 1991–2020 нормале, екстреми 1904–садашњост | Клима Јелоустоунског језера, 1991–2020 нормале, екстреми 1904–садашњост |
| Показатељ \ Месец                                                       | .Јан.                                                                   | .Феб.                                                                   | .Мар.                                                                   | .Апр.                                                                   | .Мај.                                                                   | .Јун.                                                                   | .Јул.                                                                   | .Авг.                                                                   | .Сеп.                                                                   | .Окт.                                                                   | .Нов.                                                                   | .Дец.                                                                   | .Год.                                                                   |
| ----------------------------------------------------------------------- | ----------------------------------------------------------------------- | ----------------------------------------------------------------------- | ----------------------------------------------------------------------- | ----------------------------------------------------------------------- | ----------------------------------------------------------------------- | ----------------------------------------------------------------------- | ----------------------------------------------------------------------- | ----------------------------------------------------------------------- | ----------------------------------------------------------------------- | ----------------------------------------------------------------------- | ----------------------------------------------------------------------- | ----------------------------------------------------------------------- | ----------------------------------------------------------------------- |
| Апсолутни максимум, °C (°F)                                             | 9 (48)                                                                  | 9 (49)                                                                  | 16 (60)                                                                 | 23 (73)                                                                 | 26 (78)                                                                 | 29 (84)                                                                 | 33 (92)                                                                 | 33 (91)                                                                 | 32 (89)                                                                 | 24 (76)                                                                 | 17 (63)                                                                 | 11 (52)                                                                 | 33 (92)                                                                 |
| Средњи максимум, °C (°F)                                                | 2,9 (37,2)                                                              | 4,8 (40,7)                                                              | 9,9 (49,9)                                                              | 13,5 (56,3)                                                             | 19,2 (66,6)                                                             | 24,2 (75,6)                                                             | 27,3 (81,2)                                                             | 27,3 (81,1)                                                             | 24,7 (76,4)                                                             | 18,1 (64,6)                                                             | 9,4 (49,0)                                                              | 2,9 (37,3)                                                              | 28,2 (82,7)                                                             |
| Максимум, °C (°F)                                                       | −4,9 (23,2)                                                             | −2,9 (26,7)                                                             | 1,7 (35,0)                                                              | 5,3 (41,5)                                                              | 10,2 (50,4)                                                             | 16 (60,8)                                                               | 21,8 (71,2)                                                             | 21,6 (70,9)                                                             | 16,3 (61,4)                                                             | 7,8 (46,0)                                                              | 0,3 (32,6)                                                              | −4,7 (23,6)                                                             | 7,38 (45,28)                                                            |
| Просек, °C (°F)                                                         | −10,4 (13,3)                                                            | −9,4 (15,1)                                                             | −5,1 (22,9)                                                             | −0,9 (30,4)                                                             | 4,3 (39,7)                                                              | 9,2 (48,5)                                                              | 13,8 (56,9)                                                             | 13,4 (56,2)                                                             | 8,7 (47,7)                                                              | 2 (35,6)                                                                | −4,6 (23,7)                                                             | −9,2 (15,4)                                                             | 0,98 (33,78)                                                            |
| Минимум, °C (°F)                                                        | −15,9 (3,3)                                                             | −15,8 (3,5)                                                             | −11,8 (10,8)                                                            | −7,1 (19,3)                                                             | −1,7 (29,0)                                                             | 2,4 (36,3)                                                              | 5,9 (42,7)                                                              | 5,3 (41,6)                                                              | 1,2 (34,1)                                                              | −3,8 (25,2)                                                             | −9,6 (14,8)                                                             | −13,8 (7,2)                                                             | −5,39 (22,32)                                                           |
| Средњи минимум, °C (°F)                                                 | −29,6 (−21,2)                                                           | −30,7 (−23,2)                                                           | −25,2 (−13,4)                                                           | −18,1 (−0,6)                                                            | −11 (12,2)                                                              | −3,9 (25,0)                                                             | −0,2 (31,7)                                                             | −1,4 (29,4)                                                             | −5,8 (21,5)                                                             | −14 (6,8)                                                               | −21,7 (−7,1)                                                            | −25,9 (−14,6)                                                           | −33,4 (−28,1)                                                           |
| Апсолутни минимум, °C (°F)                                              | −46 (−51)                                                               | −49 (−56)                                                               | −42 (−43)                                                               | −34 (−29)                                                               | −23 (−10)                                                               | −10 (14)                                                                | −7 (20)                                                                 | −11 (13)                                                                | −21 (−5)                                                                | −27 (−17)                                                               | −34 (−30)                                                               | −44 (−48)                                                               | −49 (−56)                                                               |
| Количина падавинаmm (in)                                                | 50 (1,97)                                                               | 45,7 (1,80)                                                             | 50 (1,97)                                                               | 53,8 (2,12)                                                             | 61,5 (2,42)                                                             | 62,5 (2,46)                                                             | 32,8 (1,29)                                                             | 37,8 (1,49)                                                             | 40,1 (1,58)                                                             | 41,7 (1,64)                                                             | 46 (1,81)                                                               | 50,5 (1,99)                                                             | 572,4 (22,54)                                                           |
| Количина снега, cm (in)                                                 | 90,9 (35,8)                                                             | 78,5 (30,9)                                                             | 63,8 (25,1)                                                             | 58,2 (22,9)                                                             | 17,5 (6,9)                                                              | 2,5 (1,0)                                                               | 0 (0,0)                                                                 | 0 (0,0)                                                                 | 3,6 (1,4)                                                               | 25,9 (10,2)                                                             | 75,7 (29,8)                                                             | 89,9 (35,4)                                                             | 506,5 (199,4)                                                           |
| Дани са падавинама (≥ 0.01 in)                                          | 17,2                                                                    | 15,1                                                                    | 13,9                                                                    | 12,3                                                                    | 11,3                                                                    | 13,4                                                                    | 9,9                                                                     | 10,4                                                                    | 9,7                                                                     | 9,2                                                                     | 12,3                                                                    | 16,5                                                                    | 151,2                                                                   |
| Дани са снегом (≥ 0.1 in)                                               | 16,3                                                                    | 14,4                                                                    | 12,3                                                                    | 10,2                                                                    | 4,3                                                                     | 0,8                                                                     | 0,0                                                                     | 0,0                                                                     | 0,8                                                                     | 5,5                                                                     | 11,8                                                                    | 15,4                                                                    | 91,8                                                                    |
| Извор #1: NOAA                                                          |                                                                         |                                                                         |                                                                         |                                                                         |                                                                         |                                                                         |                                                                         |                                                                         |                                                                         |                                                                         |                                                                         |                                                                         |                                                                         |
| Извор #2: National Weather Service                                      |                                                                         |                                                                         |                                                                         |                                                                         |                                                                         |                                                                         |                                                                         |                                                                         |                                                                         |                                                                         |                                                                         |                                                                         |                                                                         |

| Клима Националног парка Јелоустоун – Мамут, Вајоминг, 1991–2020 нормале, екстреми 1894–садашњост | Клима Националног парка Јелоустоун – Мамут, Вајоминг, 1991–2020 нормале, екстреми 1894–садашњост | Клима Националног парка Јелоустоун – Мамут, Вајоминг, 1991–2020 нормале, екстреми 1894–садашњост | Клима Националног парка Јелоустоун – Мамут, Вајоминг, 1991–2020 нормале, екстреми 1894–садашњост | Клима Националног парка Јелоустоун – Мамут, Вајоминг, 1991–2020 нормале, екстреми 1894–садашњост | Клима Националног парка Јелоустоун – Мамут, Вајоминг, 1991–2020 нормале, екстреми 1894–садашњост | Клима Националног парка Јелоустоун – Мамут, Вајоминг, 1991–2020 нормале, екстреми 1894–садашњост | Клима Националног парка Јелоустоун – Мамут, Вајоминг, 1991–2020 нормале, екстреми 1894–садашњост | Клима Националног парка Јелоустоун – Мамут, Вајоминг, 1991–2020 нормале, екстреми 1894–садашњост | Клима Националног парка Јелоустоун – Мамут, Вајоминг, 1991–2020 нормале, екстреми 1894–садашњост | Клима Националног парка Јелоустоун – Мамут, Вајоминг, 1991–2020 нормале, екстреми 1894–садашњост | Клима Националног парка Јелоустоун – Мамут, Вајоминг, 1991–2020 нормале, екстреми 1894–садашњост | Клима Националног парка Јелоустоун – Мамут, Вајоминг, 1991–2020 нормале, екстреми 1894–садашњост | Клима Националног парка Јелоустоун – Мамут, Вајоминг, 1991–2020 нормале, екстреми 1894–садашњост |
| Показатељ \ Месец                                                                                | .Јан.                                                                                            | .Феб.                                                                                            | .Мар.                                                                                            | .Апр.                                                                                            | .Мај.                                                                                            | .Јун.                                                                                            | .Јул.                                                                                            | .Авг.                                                                                            | .Сеп.                                                                                            | .Окт.                                                                                            | .Нов.                                                                                            | .Дец.                                                                                            | .Год.                                                                                            |
| ------------------------------------------------------------------------------------------------ | ------------------------------------------------------------------------------------------------ | ------------------------------------------------------------------------------------------------ | ------------------------------------------------------------------------------------------------ | ------------------------------------------------------------------------------------------------ | ------------------------------------------------------------------------------------------------ | ------------------------------------------------------------------------------------------------ | ------------------------------------------------------------------------------------------------ | ------------------------------------------------------------------------------------------------ | ------------------------------------------------------------------------------------------------ | ------------------------------------------------------------------------------------------------ | ------------------------------------------------------------------------------------------------ | ------------------------------------------------------------------------------------------------ | ------------------------------------------------------------------------------------------------ |
| Апсолутни максимум, °C (°F)                                                                      | 12 (53)                                                                                          | 13 (56)                                                                                          | 19 (66)                                                                                          | 26 (78)                                                                                          | 30 (86)                                                                                          | 33 (92)                                                                                          | 37 (99)                                                                                          | 36 (97)                                                                                          | 33 (92)                                                                                          | 27 (81)                                                                                          | 19 (66)                                                                                          | 14 (57)                                                                                          | 37 (99)                                                                                          |
| Средњи максимум, °C (°F)                                                                         | 7 (44,6)                                                                                         | 8,8 (47,8)                                                                                       | 13,9 (57,1)                                                                                      | 20 (68,0)                                                                                        | 24,9 (76,9)                                                                                      | 29,6 (85,2)                                                                                      | 32,9 (91,2)                                                                                      | 32,5 (90,5)                                                                                      | 29,7 (85,4)                                                                                      | 22,8 (73,0)                                                                                      | 13,8 (56,8)                                                                                      | 7,1 (44,8)                                                                                       | 33,5 (92,3)                                                                                      |
| Максимум, °C (°F)                                                                                | −0,3 (31,4)                                                                                      | 1,2 (34,2)                                                                                       | 5,5 (41,9)                                                                                       | 9,8 (49,7)                                                                                       | 15,3 (59,6)                                                                                      | 20,8 (69,5)                                                                                      | 27,1 (80,8)                                                                                      | 26,6 (79,8)                                                                                      | 20,4 (68,8)                                                                                      | 12 (53,6)                                                                                        | 4,1 (39,4)                                                                                       | −0,9 (30,3)                                                                                      | 11,8 (53,3)                                                                                      |
| Просек, °C (°F)                                                                                  | −5,7 (21,7)                                                                                      | −4,8 (23,3)                                                                                      | −0,8 (30,5)                                                                                      | 3,3 (38,0)                                                                                       | 8,4 (47,1)                                                                                       | 13,2 (55,8)                                                                                      | 18,1 (64,6)                                                                                      | 17,3 (63,1)                                                                                      | 12,2 (53,9)                                                                                      | 5,2 (41,3)                                                                                       | −1,5 (29,3)                                                                                      | −6,1 (21,1)                                                                                      | 4,9 (40,8)                                                                                       |
| Минимум, °C (°F)                                                                                 | −11,2 (11,9)                                                                                     | −10,9 (12,3)                                                                                     | −7,2 (19,1)                                                                                      | −3,2 (26,3)                                                                                      | 1,4 (34,6)                                                                                       | 5,6 (42,0)                                                                                       | 9,1 (48,3)                                                                                       | 8,1 (46,5)                                                                                       | 3,9 (39,0)                                                                                       | −1,7 (28,9)                                                                                      | −7,1 (19,2)                                                                                      | −11,2 (11,9)                                                                                     | −2,1 (28,3)                                                                                      |
| Средњи минимум, °C (°F)                                                                          | −23,1 (−9,5)                                                                                     | −22,6 (−8,7)                                                                                     | −17,3 (0,8)                                                                                      | −11,1 (12,1)                                                                                     | −5,2 (22,6)                                                                                      | 0,1 (32,2)                                                                                       | 4,4 (40,0)                                                                                       | 2,7 (36,9)                                                                                       | −2,4 (27,7)                                                                                      | −10,8 (12,6)                                                                                     | −17,9 (−0,2)                                                                                     | −22,8 (−9,1)                                                                                     | −27,8 (−18,0)                                                                                    |
| Апсолутни минимум, °C (°F)                                                                       | −38 (−36)                                                                                        | −37 (−35)                                                                                        | −31 (−24)                                                                                        | −21 (−6)                                                                                         | −14 (6)                                                                                          | −7 (20)                                                                                          | −6 (21)                                                                                          | −4 (24)                                                                                          | −18 (0)                                                                                          | −22 (−8)                                                                                         | −33 (−27)                                                                                        | −37 (−35)                                                                                        | −38 (−36)                                                                                        |
| Количина падавинаmm (in)                                                                         | 23,1 (0,91)                                                                                      | 20,1 (0,79)                                                                                      | 27,7 (1,09)                                                                                      | 35,6 (1,40)                                                                                      | 46,2 (1,82)                                                                                      | 47,2 (1,86)                                                                                      | 32,3 (1,27)                                                                                      | 26,7 (1,05)                                                                                      | 30,7 (1,21)                                                                                      | 34 (1,34)                                                                                        | 29,2 (1,15)                                                                                      | 23,1 (0,91)                                                                                      | 375,9 (14,80)                                                                                    |
| Количина снега, cm (in)                                                                          | 29,2 (11,5)                                                                                      | 29,2 (11,5)                                                                                      | 27,7 (10,9)                                                                                      | 19,8 (7,8)                                                                                       | 4,3 (1,7)                                                                                        | 0,8 (0,3)                                                                                        | 0 (0,0)                                                                                          | 0 (0,0)                                                                                          | 1,5 (0,6)                                                                                        | 11,9 (4,7)                                                                                       | 25,1 (9,9)                                                                                       | 32 (12,6)                                                                                        | 181,6 (71,5)                                                                                     |
| Дани са падавинама (≥ 0.01 in)                                                                   | 10,6                                                                                             | 11,4                                                                                             | 10,5                                                                                             | 11,3                                                                                             | 12,8                                                                                             | 12,5                                                                                             | 9,2                                                                                              | 8,5                                                                                              | 8,7                                                                                              | 9,7                                                                                              | 9,6                                                                                              | 11,9                                                                                             | 126,7                                                                                            |
| Дани са снегом (≥ 0.1 in)                                                                        | 8,7                                                                                              | 9,4                                                                                              | 7,0                                                                                              | 5,5                                                                                              | 1,2                                                                                              | 0,1                                                                                              | 0,0                                                                                              | 0,0                                                                                              | 0,3                                                                                              | 2,8                                                                                              | 7,5                                                                                              | 10,2                                                                                             | 52,7                                                                                             |
| Извор: NOAA                                                                                      |                                                                                                  |                                                                                                  |                                                                                                  |                                                                                                  |                                                                                                  |                                                                                                  |                                                                                                  |                                                                                                  |                                                                                                  |                                                                                                  |                                                                                                  |                                                                                                  |                                                                                                  |

## Историја
Историја људи који су били повезани са парком започиње прије око 11.000 година када Индијанци на подручју парка започињу са ловом и риболовом. Први белци на подручју парка су били чланови експедиције истраживача Луиса и Кларка а ту су стигли 1805. године.
Након тога дана многе су експедиције долазиле на подручје парка откривајући све његове лепоте.
Корнелијус Хедгес, писац и адвокат из Монтане, који је био члан експедиције Вошбурн, предложио је да се ово подручје стави под заштиту као први Национални парк уопште, што је и учињено, па је 1872. Јелоустоун проглашен Националним парком.

## Настанак
Цели Јелоустоун парк обилује термалним појавама. Уз гејзире ту су и базени врелог муља, млазови сумпорне паре која излази из природних димњака фумарола те врућа врела. Сва та активност потиче од великог мехура растаљене стене која се полагано помиче испод танке земљине коре и непрестано прети ерупцијом.
Пре отприлике 600.000 година низ снажних ерупција погодио је овај крај и подигао је око 2.590 km² горја Стењак те довео до таложења огромне количине пепела и распршивања танког слоја вулканске прашине преко већег дела Северне Америке. Кора која је изгубила потпору урушила се у празан простор створивши огромни кратер који прекрива површину од 3.100 km².
Касније ерупције мањег интензитета пепелом и лавом су скоро потпуно испуниле кратер прекинувши ток реке Јелоустоун и створивши велико језеро. Ипак, захваљујући ледницима насталим током три велика ледена доба, а још више уз помоћ топле воде и паре која је смекшала и обојила у жуто камени руб кратера, ријека је полако издубила данашњи Гранд Кањон и спушта се од језера низ мноштво величанствених слапова.
Докази давних ерупција супер вулкана највидљивији су на гребену Спесмен Риџ на којем се налази окамењена шума дрвећа. И данас се могу препознати стабла платана, ораха, храста, дрена и магнолије.

## Биљни и животињски свет

### Биљни свет
Доминантне биљне врсте које расту у парку су шуме бора (Pinus contorta) , дуглазије (Pseudotsuga menziesii), и мешовите шуме Енгелманове срмче (Picea engelmannii) и америчке субалпске јеле (Abies lasiocarpa)]. Од лишћара заступљена је америчка трепетљика (Populus tremuloides).

### Животињски свет
У парку се налазе многе животињске врсте: бизон, гризли, мрки медвед, вук, којот, јелен, лос, кратко и дугороги муфлон и пума (планински лав). Релативно велики број бизона задаје велику бригу ранчерима који се прибојавају да би бизони могли заразити домаћу стоку. Половина од укупног броја бизона је била изложена бактерији бруцелозе коју су са својом стоком донели Европљани. Болест бруцелозе може значајно проредити домаћу стоку.
Осим бизона, ранчери се прибојавају и вукова који често нападају домаћу стоку и овце. До 1994. године у парку није било вукова јер су саставно уништавани и убијани још од 1926. године. Међутим, одлуком америчке канцеларије за рибе и дивље животиње вукови су 1995. године враћени у Јелоустоун па сад у вишим деловима парка располаже око 300 јединки. Вукови се након повратка у парк не сматрају угроженом врстом па је њихов криволов дозвољен, али како долази до мешања са заштићеном врстом вукова који се сами премештају и долазе у парк из Канаде, онда је готово немогуће разликовати заштићене од незаштићених вукова.
Након што је у прошлости вук био истребљен из парка титулу највећег ловца носио је којот. Како је којот био неспособан за лов већих животиња које нису његов природни плен, тако је међу тим животињама дошло до пораста болесних и хромих животиња, те је на тај начин поремећена природна равнотежа.